# Sant Andreu Jazz Band
La Sant Andreu Jazz Band és una banda de música jazz de la ciutat de Barcelona, formada per joves (la majoria entre 10 i 21 anys) i sota la direcció musical de Joan Chamorro. La banda va néixer el 2006 al si de l'Escola Municipal de Música de Sant Andreu.
La banda s'ha anat desenvolupant des de la seva creació i en l'actualitat realitza amb freqüència concerts en diferents festivals i espais de Catalunya. El 2009 van gravar un CD-DVD en directe, Jazzing: Live at Casa Fuster, en el qual els nois i noies comparteixen escenari amb prestigiosos músics de jazz.
El 2010 va ser l'any de la consolidació. Després d'un any ple d'actuacions (més de 20 concerts) a diversos festivals (Valls, Terrassa, Girona, Barcelona, Platja d'Aro...) tocant a escenaris tan mítics com el Jamboree, Palau de la Música, JazzSí, Hotel Casa Fuster... i amb importants col·laboradors com Dick Oatts, Ken Peplowski, Bobby Gordon, Perico Sambeat, Ignasi Terraza, Matthew Simon, Esteve Pi, etc. La qual diuen la big band més jove d'Europa va treure el seu 2n disc, Jazzing vol.2 en directe a la Nova Jazz Cava de Terrassa, Fabra i Coats de Barcelona, Palau de la Música, Hotel Casa Fuster i Arenys de Mar.
El 2012 es va estrenar el documental sobre la jove orquestra A Film About Kids and Music, de Ramon Tort i va recollir diversos premis en festivals de cinema.
L'any 2021 la Sant Andreu Jazz Band va obtenir el Premi Alícia al projecte educatiu, atorgat per l'Acadèmia Catalana de la Música.

## Discografia
- 2009 - Jazzing 1: Live at Casa Fuster (en directe a l'Hotel Casa Fuster).[2] (Temps Record, 2009)
- 2010 - Jazzing 2 (en directe a Barcelona)[2] (Temps Record, 2010)
- 2011 - Jazzing 3 (en directe al Palau de la Música, amb Terell Staford, Wycliffe Gordon, Jesse Davis, Ricard Gili, Josep Traver, Esteve Pi)[2] (Temps Record, 2011)
- 2012 - 2013 Jazzing 4 (vol.1-2) (dos volums) (amb Dick Oatts, Scott Robinson, Scott Hamilton, Victor Correa, Ricard Gili, Ignasi Terraza...) (Temps Record, 2013)
- 2014 - Jazzing 5 (amb Dick Oatts, Scott Robinson, Toni Belenguer, Perico Sambeat, Josep Mª Farràs, Ignasi Terraza, Josep Traver...) (Temps Record, 2014)
- 2015 - Jazzing 6 (vol.1-2)
- 2017 - Jazzing 7
- 2018 - Jazzing 8 (vol.1-2-3)
- 2019 - Jazzing 9 (vol.1)
- 2020 - Jazzing 10 (vol. 1-2)
- 2021 - Jazzing 11 (vol. 1)

La discografia de Sant Andreu Jazz Band té a Josep Roig Boada com a tècnic de so i està editada pel segell independent Temps Record.